# Município de Put-in-Bay (condado de Ottawa, Ohio)
O município de Put-in-Bay (em inglês: Put-in-Bay Township) é um município localizado no condado de Ottawa no estado estadounidense de Ohio. No ano de 2010 tinha uma população de 633 habitantes e uma densidade populacional de 1,45 pessoas por km².

## Geografia
O município de Put-in-Bay encontra-se localizado nas coordenadas 41° 40′ 46″ N, 82° 51′ 07″ O. Segundo o Departamento do Censo dos Estados Unidos, o município tem uma superfície total de 437.15 km², da qual 12,98 km² correspondem a terra firme e (97,03 %) 424,16 km² é água.

## Demografia
Segundo o censo de 2010, tinha 633 pessoas residindo no município de Put-in-Bay. A densidade populacional era de 1,45 hab./km². Dos 633 habitantes, o município de Put-in-Bay estava composto pelo 99,05 % brancos, o 0,32 % eram amerindios, o 0,32 % eram asiáticos e o 0,32 % eram de uma mistura de raças. Do total da população o 0,47 % eram hispanos ou latinos de qualquer raça.